# 대영 왕립아시아학회

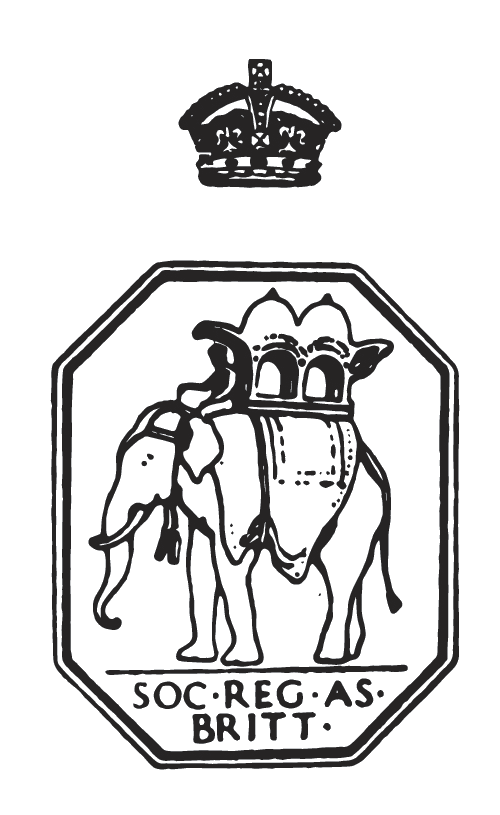

대영제국과 아일랜드 왕립아시아학회(RAS)는 1824년 "동양의 문학과 예술 그리고 과학에 대한 조사 및 장려를 위해 설립된 영국 최고의 왕립 학술 단체다. 국왕 조지4세가 공식 후원자로서 왕립학회 설립을 승인했다. 대영제국 왕립아시아학회, 왕립아세아학회 등 으로도 불린다.
창립 이후 왕립아시아학회는 동양 사회와 문화의 최고 관련 학자들과 함께 포럼, 강연, 학술지, 저널 출판 등 다양한 활동을 벌여왔다. 선출된 석학 회원들은 동양학 최고의 저명한 학자들로 구성되어 있으며 회원들은 이름 뒤 FRAS 명칭을 사용할 자격이 부여된다.
왕립아시아학회는 본래 1784년 산스크리트 어학자이자 법학자이던 윌리엄 존스가 인도 캘커타에서 설립한 아시아학회에 대치하여 설립된 것으로 설립 당시에는 인도 아대륙에 촛점이 맞춰져 있었다. 이후 학회 범위는 아시아 전체와 이슬람 북아프리카 및 에티오피아까지 확장되었다.
왕립아시아학회는 연4회 케임브리지대학교 출판부에서 학회 정기 저널을 발행하고 있으며 이 외에도 정기적으로 역사적인 주제에 대한 최고 수준의 학술 단행본도 출판하고 있다.
회원에는 라빈드라나트 타고르, 아우렐 스타인, 윌프레드 테시거, 조지 체레텔리 등이 있다.

## 같이 보기
- 왕립학회
- 왕립예술학회